# Klaus Niedzwiedz

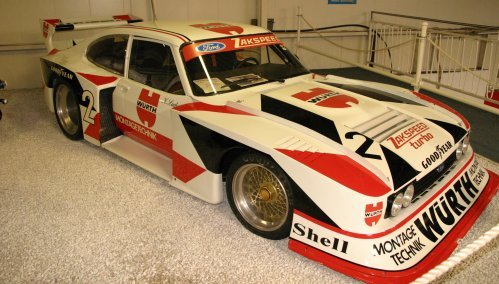
Niedzwiedz körde Zakspeeds Ford Capri i DRM med Klaus Ludwig.

Klaus Niedzwiedz, född den 24 februari 1951 i Dortmund, är en tysk racerförare.
Niedzwiedz var mest framgångsrik i standardvagnsracing med bland annat två vinster i Nürburgring 24-timmars.